# Институт космических исследований НАН Украины и ГКА Украины
Институт космических исследований НАН Украины и ГКА Украины — научно-исследовательский институт НАН Украины, созданный в 1996 году совместным решением Национальной академии наук Украины и Государственного космического агентства Украины на базе Отделения систем управления Института кибернетики имени В. М. Глушкова НАН Украины. Институт имеет филиал — Львовский центр (ЛЦ) ИКИ НАН и ГКА Украины.

## История
Институт космических исследований НАНУ и ГКАУ был создан 31 мая 1996 года в Киеве. Его создание стало возможным благодаря решению Национальной академии наук Украины и Национального космического агентства Украины.

## Основные направления деятельности
- разработка GRID- и распределенных программных систем;
- параллельные и распределенные вычисления;
- интеллектуальные вычисления, в том числе с использованием нейронных сетей;
- математическое моделирование сложных процессов и систем;
- интеллектуальные мультиагентные системы безопасности;
- обработка спутниковых данных;
- технологии дистанционного обучения;
- стратегическое планирование.

## Состав института
В институт входят шесть научно-исследовательских подразделений, где работают около ста специалистов, среди которых 1 один академик НАН Украины (В. М. Кунцевич), 2 член-корреспондента НАН Украины (О. П. Фёдоров, В. Ф. Губарев), и около трех десятков докторов и кандидатов наук. Институт имеет филиал — Львовский центр Института космических исследований НАН Украины и ГКА Украины. В институте функционирует аспирантура и докторантура. Также в нём работает ученый совет по присуждению ученых степеней докторов и кандидатов в области физико-математических и технических наук. За первые 10 лет работы института в нём было защищено 15 диссертаций (5 докторских, 10 кандидатских).

## Публицистика
Институт (совместно с Институтом кибернетики им. В. М. Глушкова НАН Украины) издаёт международный научно-технический журнал «Проблемы управления и информатики».